# Antton Luengo
Antton Luengo Celaya (ur. 7 stycznia 1981 w Gautegiz Arteaga) – hiszpański kolarz szosowy. Ściga się w barwach baskijskiej ekipy Euskaltel-Euskadi. Do zawodowego peletonu należy od 2004 roku.
Jego największym sukcesem jak do tej pory było wygranie etapu i klasyfikacji generalnej Bidasoa Itzulia w 2003 roku gdy nie był jeszcze zawodowcem. Dwukrotnie startował w Giro d’Italia, lecz bez większych sukcesów, zajmował odległe miejsca w klasyfikacji generalnej. W 2007 roku był bardzo bliski wygrania etapu Vuelta a Andalucia, lecz ostatecznie przegrał o sekundę z Dario Cionim i był drugi, a w klasyfikacji generalnej zajął 15. miejsce.

## Najważniejsze zwycięstwa i sukcesy
- 2004 – wygrany etap i zwycięstwo w klasyfikacji generalnej Bidasoa Itzulia
- 2006 – 6 w Subida Urkiola; 14 w klasyfikacji generalnej Vuelta a Andalucia; 110 w klasyfikacji generalnej Giro d’Italia
- 2007 – 15 w klasyfikacji generalnej Vuelta a Andalucia; 140 w klasyfikacji generalnej Giro d’Italia